# Зак Фэйр
Зак Фэйр (яп. ザックス・フェア Дзаккусу Фэа, англ. Zack Fair) — персонаж серии компьютерных ролевых игр Final Fantasy от компании Square (в настоящее время Square Enix), дебютировавший в качестве NPC в Final Fantasy VII (1997). Также фигурировал в проектах медиафраншизы «Компиляция Final Fantasy VII»: мобильной игре Before Crisis (2004), OVA Last Order (2005) и анимационном фильме «Дети пришествия» (2005). Был главным героем приквела к оригинальной игре Crisis Core (2007). Изначально Зак отсутствовал в сюжете Final Fantasy VII. Сценарист Кадзусигэ Нодзима хотел добавить в игру интригу и придумал нового персонажа, чтобы усложнить предысторию протагониста Клауда Страйфа. Образ Зака разработал дизайнер игровых персонажей Тэцуя Номура. Фамилия «Фэйр» произошла от выражения «хорошая погода» (анг. fair weather). Сотрудники Square раскрыли предысторию персонажа в Компиляции Final Fantasy VII. В японской версии Зака озвучили сэйю Кэнъити Судзумура и Нодзому Сасаки, а в английской локализации актёры Рик Гомес и Калеб Пирс.
Несмотря на смерть персонажа до начала событий Final Fantasy VII история Зака была важным элементом повествования. Страдавший от посттравматического стрессового расстройства Клауд неосознанно присвоил себе воспоминания Зака об их совместной миссии с Сефиротом. Клауд считал себя бывшим членом военизированной организации «СОЛДАТ», боевого подразделения электроэнергетической компании «Син-Ра», хотя на самом деле этим человеком был Зак, а сам Клауд сопровождал его на заданиях. Зак погиб за несколько недель до начала сюжета Final Fantasy VII, защищая своего друга от пехотинцев «Син-Ра» после бегства из заключения. Травмированный этими событиями Страйф забыл Фэйра, а его воспоминания сильно исказились. Западные критики высоко оценили развитие персонажа в спин-оффах к Final Fantasy VII.

## Создание
Зак отсутствовал в раннем сюжете Final Fantasy VII. Автор сценария игры Кадзусигэ Нодзима решил добавить таинственности в прошлое протагониста Клауда Страйфа с помощью нового персонажа. По задумке Нодзимы, по мере прохождения игры воспоминания Клауда оказывались ложными, однако сценарист не знал, как лучше всего реализовать свой замысел, до тех пор, пока не придумал Фэйра. При помощи Зака Нодзима также связал судьбы Клауда и героини Айрис Гейнсборо, отмечавшей сходство между молодыми людьми. Зак был первым возлюбленным Айрис, из-за чего между девушкой и Клаудом, который напоминал ей Зака, сформировалась эмоциональная связь. Ранее роль первого возлюбленного Айрис была отведена Сефироту. Нодзима дорабатывал подсюжет Зака и Клауда во время разработки FFVII. Руководитель разработки Ёсинори Китасэ был удивлён сюжетным поворотом с Клаудом и Заком, так как даже он не знал о существовании последнего. Дизайнер персонажей Тэцуя Номура получил задание создать дизайн Зака ближе к окончанию разработки Final Fantasy VII. Нодзима, который долгое время скрывал от сотрудников Square свою задумку, попросил их добавить несколько намёков на Зака в отдельных эпизодах. Несмотря на параллели с Клаудом, образ Зака, по словам Нодзимы, был списан с главного героя Final Fantasy X (2001), жизнерадостного Тидуса.
В анимационном фильме «Дети пришествия» Зак фигурировал лишь в нескольких сценах, из-за чего художникам было не трудно его анимировать. Создатели проекта переработали дизайн персонажа на ранней стадии производства и сосредоточилась на раскрытии его личности. Номура хотел, чтобы у Зака был «приятный и оптимистичный голос», которым, по его мнению, обладал сэйю Кэнъити Судзумура. Судзумира получил роль без прохождения прослушивания, так как Номура очень хотел поработать с ним. Кроме того, Номуре было важно, чтобы Фэйра озвучил «профессионал своего дела», так как герой играл важную роль в Last Order. Создатели OVA хотели показать Зака «должным образом», как «очаровательного и легкомысленного человека», который мог бы запомниться зрителям. В английской локализации Фэйра озвучил Рик Гомес.
Во время рекламной кампании Crisis Core Китасэ отметил, что хотя Зак был незначительным персонажем FFVII, Номура создал для него уникальный дизайн, а Нодзима — предысторию. По словам продюсера, «сюжет Crisis Core писался на протяжении 10 лет». До начала разработки игры сотрудники Square хотели портировать Before Crisis на PlayStation Portable, но затем решили создать спин-офф про Фэйра. На протяжении всей игры в кат-сценах появлялось голубое небо, символизирующее чистоту души Зака. Также разработчики стремились показать сходство между Клаудом и Заком, отмеченное Айрис в Final Fantasy VII.
Так как в первой половине повествования Crisis Core Зак был значительно моложе, чем в других проектах Компиляции, Судзумура хотел изобразить его более наивным. Таким образом Зак проходил через арку персонажа и становился более зрелым человеком ближе к финалу истории. Зак — высокий молодой человек с «шипастыми» чёрными волосами. Он носит снаряжение «СОЛДАТа» первого класса, состоящее из: чёрной водолазки без рукавов, чёрных ботинок и доспехов. В Crisis Core у Зака было два костюма — итоговый и изначальный, представляющий собой стандартное снаряжением «СОЛДАТа» второго класса, а также другая причёска. Его наиболее узнаваемый образ сформировался после сражения с Энджилом Хьюли. Изначально Зак должен был носить красный костюм. В отличие от Клауда, который был скорее антигероем, Зак изображался как классический главный герой. Разработчики Crisis Core хотели показать их отношения с Айрис более живыми и человечными. Полное имя Зака впервые раскрывается в журнале Dengeki PlayStation. По словам Номуры, оно произошло от выражения «хорошая погода» англ. fair weather. Связь Зака и Клауда должна была укрепиться ближе к концу игры, во время спланированного бегства в Мидгар. Разработчики хотели уделить больше внимания взаимодействию Зака и Клауда во время их побега в Мидгар, однако, из-за технических ограничений консоли им не удалось осуществить эту задумку.

## Появления
У Зака была небольшая роль в Final Fantasy VII. Впервые его имя упоминается в Гонгаге, родной деревне персонажа. Родители Зака выражают беспокойство о своём сыне, будучи в неведении о его дальнейшей судьбе после присоединения к «СОЛДАТам». Там же Айрис признаётся, что Зак был её первым возлюбленным. Со временем Клауд осознаёт, что некоторые его воспоминания и даже аспекты личности на самом деле принадлежали Заку. Во флешбэке раскрывается, что Зак и Клауд сражались с Сефиротом после того как тот, узнав правду о своём происхождении в результате научного эксперимента, сжёг деревню Нибельхейм. После победы Страйфа над Сефиротом сотрудники «Син-Ра» захватили его и Фэйра и превратили в подопытных. В конце концов Зак пришёл в себя и сбежал с находящимся в полусознании Клаудом в Мидгар, однако на границе города его расстреляли пехотинцы «Син-Ра». Эпизод с побегом Клауда и Зака демонстрировался после того, как Клауд узнавал об экспериментах «Син-Ра». Обладатели североамериканского и европейского изданий Final Fantasy VII и японской международной версии игры могли пропустить его.
Личность и предыстория Зака раскрываются в Компиляции Final Fantasy VII. В приквеле Before Crisis Зак помогает «Син-Ра» в противостоянии с эко-террористической группой «ЛАВИНА». Во время игры двое знакомых ему «СОЛДАТ» попадают в плен и становятся подопытными учёных «ЛАВИНЫ». Зак приводит боевых товарищей в чувство, однако оба «СОЛДАТа», в конечном итоге, умирают у него на глазах. Также Зак появляется в главе, посвящённой инциденту в Нибельхайме, а затем в качестве босса, когда он и Клауд сбегают от «Син-Ра» и спасаются от преследования Турок. В OVA Last Order параллельно разворачиваются две сюжетные линии — о путешествии Зака и Клауда в Мидгар и инциденте в Нибельхейме. Также Зак кратко появляется в анимационном сиквеле FFVII «Дети пришествия», в воспоминаниях Клауда. В конце фильма он и покойная Айрис прощаются с протагонистом. В режиссёрской версии «Детей пришествия» его роль была расширена: дух Зака подбадривает Клауда во время сражения с Сефиротом. В фильме также была показана смерть Фэйра, перед которой он успел передать Страйфу «меч Бастера» и назвал молодого человека своим «живым наследием».
Зак — главный герой Crisis Core, приквела к оригинальной игре, в котором раскрывается его предыстория. По сюжету, Зак состоит на службе «Син-Ра» в рядах «СОЛДАТ» вместе со своим близким другом и наставником Энджилом Хьюли. Когда Энджил и другой «СОЛДАТ» Генезис Рапсодос предают компанию, Зак и Сефирот получают задание устранить их, однако договариваются между собой по возможности избежать этого. Он и Сефирот узнают, что Энджил и Генезис появились на свет в результате эксперимента «Син-Ра» под названием «Проект Г»: до рождения им были имплантированы клетки Дженовы с целью создания совершенных людей. Тем не менее, и Энджил и Генезис начали страдать от побочных эффектов эксперимента и предали «Син-Ра», чтобы найти способ остановить разложение их тел. По мере развития сюжета Зак становится другом Клауда и начинает отношения с Айрис. Во время миссии по поиску Генезиса и Энджила, последний вынуждает Зака убить его, так как считает себя опасным для других людей. Перед смертью Энджил благодарит Зака за то, что тот остановил его, и дарит ему свой «меч Бастера». Во время поисков Генезиса и опального учёного «Син-Ра» доктора Холландера Зак и Сефирот отправляются в Нибельхейм, где Сефирот узнаёт, что также появился на свет в результате генетических экспериментов с клетками Дженовы. После этого Сефирот сжигает Нибельхейм, а Зак и Клауд становятся подопытными учёных «Син-Ра». Молодым людям удаётся выбраться на свободу лишь четыре года спустя. Фэйр вновь сталкивается с Генезисом, который находит способ остановить разложение своего тела: имплантировать клетки Сефирота. Так как Сефирот считается мёртвым, Зак понимает, что единственным носителем его клеток является Клауд. Зак побеждает Генезиса и вместе с Клаудом отправляется в Мидгар, чтобы воссоединиться с Айрис. Тем не менее, на пути молодых людей встают пехотинцы «Син-Ра», которые расстреливают Зака в неравном бою. Перед смертью Зак отдаёт «меч Бастера» Клауду, своему «живому наследию». В то время как Клауд направляется в сторону Мидгара, дух Энджила поднимает Зака на небеса, и тот задаётся вопросом, удалось ли ему стать героем.
В Final Fantasy VII Remake демонстрируется альтернативная временная линия, в которой Зак, в отличие от оригинальной игры, переживает нападение пехотинцев «Син-Ра» и продолжает их с Клаудом путь в сторону Мидгара. Он возвращается в сиквеле игры с подзаголовком Rebirth. Он выхаживает раненных Клауда и Айрис и узнаёт о приближающемся конце света. Когда Фэйр узнаёт о судьбе Айрис, его временная линия ненадолго сливается с основной. В ней он объединяется с Клаудом с противостоянии с Сефиротом, после чего возвращается в свою временную линию.

### Другие появления
Изображение Зака появлялось на различных товарах, связанных с FFVII, в том числе на безалкогольных напитках из линейки Final Fantasy VII 10th Anniversary Potion. За пределами Компиляции Final Fantasy VII Зак был одним из игровых персонажей файтинга Ehrgeiz 1998 года для PlayStation. В игровой серии Kingdom Hearts он дебютировал в приквеле к первой части под названием Kingdom Hearts Birth by Sleep (2020) для PlayStation Portable. По сюжету, Зак принимает участие в турнирах Олимпийского Колизея, чтобы осуществить свою мечту стать героем. Так как игра является приквелом к другим играм Kingdom Hearts, разработчики хотели включить в неё персонажа одного из приквелов Final Fantasy.

## Восприятие

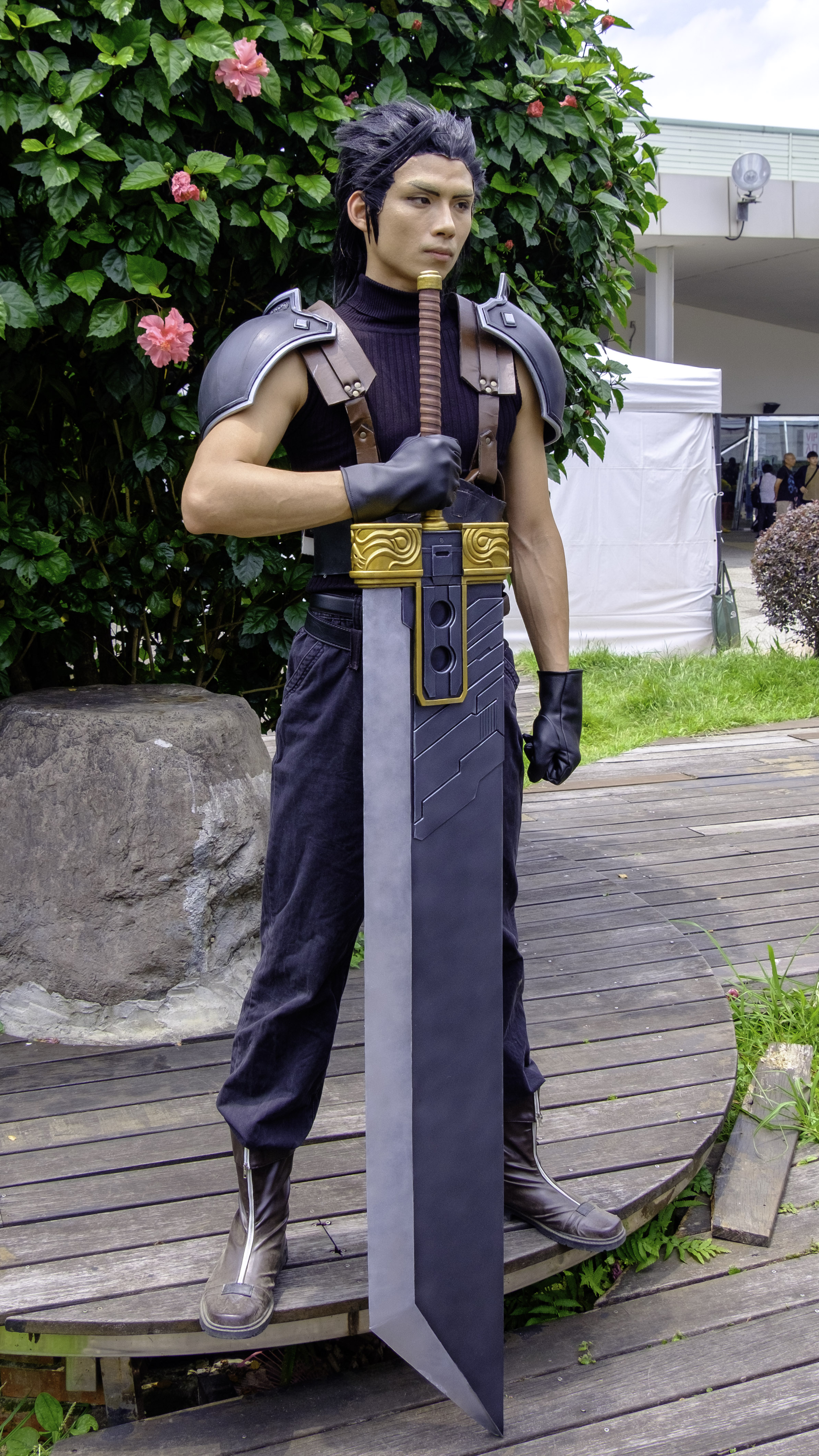
Косплеер Зака на фестивале Petit Frontier 40 & Comic Nova 14

Большинство игровых журналистов и фанатов серии Final Fantasy оценили Зака положительно. В 2008 году он занял 6-е место в списке «10 лучших персонажей Final Fantasy VII» по версии IGN. Рецензент издания Дейв Смит назвал первую кат-сцену с участием Фэйра из Crisis Core «эпичной по меркам компьютерных игр». В 2010 году, по результатам опроса читателей Famitsu Зак занял 37-е место среди «самых популярных персонажей компьютерных игр в Японии». Джим Стерлинг из GamesRadar назвал Зака одним из самых сексуальных персонажей игр. В 2013 году Complex поместил Зака на 18-е место среди «лучших персонажей Final Fantasy всех времён» и на 6-е место в списке «величайших солдат в играх». В 2019 году он был удостоен 16-го места среди «лучших персонажей, которых озвучил Кэнъити Судзумура».
Критики по большей части хвалили историю Зака в  Crisis Core. Райану Клементсу из IGN понравилось взаимодействие протагониста с другими героями. Джереми Пэриш из 1UP.com разделил мнение Клементса и заявил, что «история Зака является „сердцем“ игры, чего нельзя сказать о сюжетах большинства RPG». Кевин ВанОрд из GameSpot назвал Зака «приятным и многогранным героем», который по-настоящему взрослеет по мере прохождения игры. Джеральд Виллория из GameSpy описал Зака как «короля среди хороших парней». Рецензент Game Revolution назвал Зака «располагающим к себе главным героем», который остался доброжелательным, несмотря на пережитые трудности. RPGamer также отнёс Зака к приятным героям Final Fantasy, хотя и сетовал на его «неприятные зализанные волосы и дьявольскую ухмылку». Саймон Паркин из Eurogamer сравнил первые появления Зака и Клауда в FFVIIи Crisis Core. ЭйДжей Глассер из GamesRadar назвал сцену, в которой Зак передаёт «меч Бастера» Клауду одной из причин успеха Crisis Core. По завершении работы над песней «Why» для Crisis Core певица Аяка заявила, что хотела бы познакомить как можно больше людей с историей Зака с её помощью. Дейв Маккарти из IGN UK оценил возросшую значимость Зака в Компиляции Final Fantasy VII. По мнению Джона Фришиа из журнала Escapist Magazine, «Зак напоминает нам, что быть героем не всегда скучно». Рецензент портала Meristation положительно отозвался о выживании Зака в Remake и поделился своими ожиданиями о возвращении героя в Rebirth.
С другой стороны, Бен Дутка из PSXextreme посчитал, что Зак не заслужил собственной игры, полагая, что только игроки с хорошей памятью смогут вспомнить этого персонажа из Final Fantasy VII. Рецензент IGN UK дал персонажу неоднозначную оценку и сетовал на его раздражающий характер, из-за которого Фэйр контрастировал с другими более серьёзными героями. Уэсли Ин-Пул из VideoGamer.com назвал Зака «идентичным близнецом Клауда во всём, за исключением цвета волос», и раскритиковал его образ из первой половины игры. Рецензент Destructoid поддержал это мнение и отметил, что Зак не понравится игрокам, которые презирают типаж «дерзких подростков». PALGN отнёс Зака к числу незначительных персонажей игровой серии, так как тот принимал участие в уже случившихся событиях.
Многие рецензенты отметили работу актёров озвучивания Фэйра в английском дубляже. Eurogamer похвалил Рика Гомеса за отличную работу и отметил, что «его персонаж взрослеет и развивается в течение 15-часовой сюжетной линии». Это мнение разделил Патрик Колан из IGN AU. Рецензент Gameplanet напротив раскритиковал игру Гомеса и счёл персонажа в его исполнении чересчур незрелым. Часть игроков негативно отозвалась о работе Калеба Пирса в Reunion, так как, по их мнению, актёру не удалось воспроизвести героический и энергичный тон Гомеса. Фанаты даже создавали полноценные моды для игры, чтобы вернуть Фэйру его прежний голос.